# Lake Mountain Lookout Complex
Le Lake Mountain Lookout Complex est un ensemble architectural américain comprenant une tour de guet du comté d'Apache, en Arizona. Protégé au sein de la forêt nationale d'Apache-Sitgreaves, cet ensemble est inscrit au Registre national des lieux historiques depuis le 28 janvier 1988. Sa tour en acier haute d'environ 14,6 mètres a été construite en 1926.